# Hôn nhân cùng giới ở Bồ Đào Nha
Hôn nhân cùng giới đã hợp pháp tại Bồ Đào Nha kể từ ngày 5 tháng 6 năm 2010. Chính phủ Thủ tướng José Sócrates đã giới thiệu một dự luật hợp pháp hóa vào tháng 12 năm 2009; nó đã được thông qua bởi Hội đồng Cộng hòa (Quốc hội Bồ Đào Nha) vào tháng 2 năm 2010. Dự luật đã được tòa án Hiến pháp Bồ Đào Nha tuyên bố hợp pháp vào tháng 4 năm 2010. Vào ngày 17 tháng 5 năm 2010, Tổng thống Aníbal Cavaco Silva đã phê chuẩn luật và Bồ Đào Nha trở thành đất nước ở châu Âu và quốc gia thứ tám trên thế giới cho phép hôn nhân cùng giới trên toàn quốc. Luật được công bố trên tạp chí chính thức Diário da República, ngày 31 tháng 5 năm 2010 và có hiệu lực vào ngày 5 tháng 6 năm 2010.

## Phán quyết của toà án tối cao
Vào ngày 1 tháng 2 năm 2006, một cặp vợ chồng đồng tính nữ nộp đơn xin giấy phép kết hôn. Ứng dụng của họ đã bị từ chối, nhưng cặp vợ chồng, Teresa Pires và Helena Paixão, hứa sẽ thách thức lệnh cấm tại tòa án, nói rằng nó phân biệt đối xử với họ trên cơ sở khuynh hướng tình dục, bị Hiến pháp 1976 cấm.
Phân biệt đối xử dựa trên khuynh hướng tình dục đã bị xem là bất hợp pháp vào năm 2004. Vào tháng 5 năm 2007, tòa án đã từ chối chuyển động và họ kêu gọi Tòa án Hiến pháp Bồ Đào Nha. Tòa án Hiến pháp nhận được vụ án vào tháng 7 năm 2007. Luật sư của Helena và Teresa, Luís Grave Rodrigues, đã trình bày cáo buộc của họ vào ngày 19 tháng 10 năm 2007, bao gồm bảy ý kiến pháp lý (pareceres) từ các giáo sư luật sư Bồ Đào Nha cho rằng lệnh cấm hôn nhân đồng tính là vi hiến.
Vào ngày 9 tháng 7 năm 2009, Tòa án Hiến pháp đã quyết định bỏ phiếu 3–2 rằng Hiến pháp không yêu cầu công nhận hôn nhân cùng giới, mà còn không phản đối và quyết định phải được thực hiện bởi Hội đồng Cộng hòa (Quốc hội Bồ Đào Nha).